# 3801 Thrasymedes
3801 Thrasymedes (1985 VS) là một Trojan của Sao Mộc được phát hiện ngày 6 tháng 11 năm 1985 bởi Spacewatch ở Kitt Peak.